# Святий Егідій

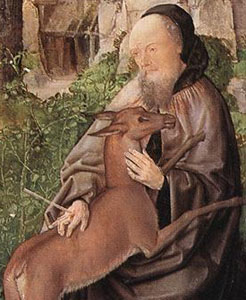
Зображення Сен-Жіля

Святий Жіль Ереміт (також Егідій) — один із чотирнадцяти святих помічників в анналах Римо-Католицької Церкви. Достеменно про нього нічого не відомо. Кажуть, що це був окситанський монах-відлюдник, який народився в Афінах у 640 році та отримав ім’я Егідій. Пізніше, за легендою, він вів життя відлюдника в Септиманії, вестготської провінції поблизу Нарбонни. Кажуть, що він заснував монастир у Сен-Жілі, місці на захід від Арля та на південь від Німа, і помер там приблизно у 720 або 724 роках. Його могила стала важливим місцем паломництва.

## Агіографія
Кажуть, що Егідій вів мандрівне життя як чернець (так званий гіроваг). Начебто він залишився в Провансі, після чого відвідав Рим, а потім залишився в лісі в Колясі (на північ від Німа) біля річки Гардон. Після теплого прийому в місті Арлі він пішов як відлюдник біля Сен-Жіля, на захід від Арля, і заснував там монастир.
Кажуть, що під час свого скиту Егідій був у компанії лані, яка давала йому молоко. Вестготський король Вамба (або його наступник Ервіг) одного разу влаштував полювання, після чого лань втекла до скиту свого товариша, де Вамба зустрів Егідія, ураженого стрілою одного з мисливців, і був зворушений дружбою Егідія та лані. Він запропонував місце для заснування абатства, абатом якого став Егідій.

## Святий і культ

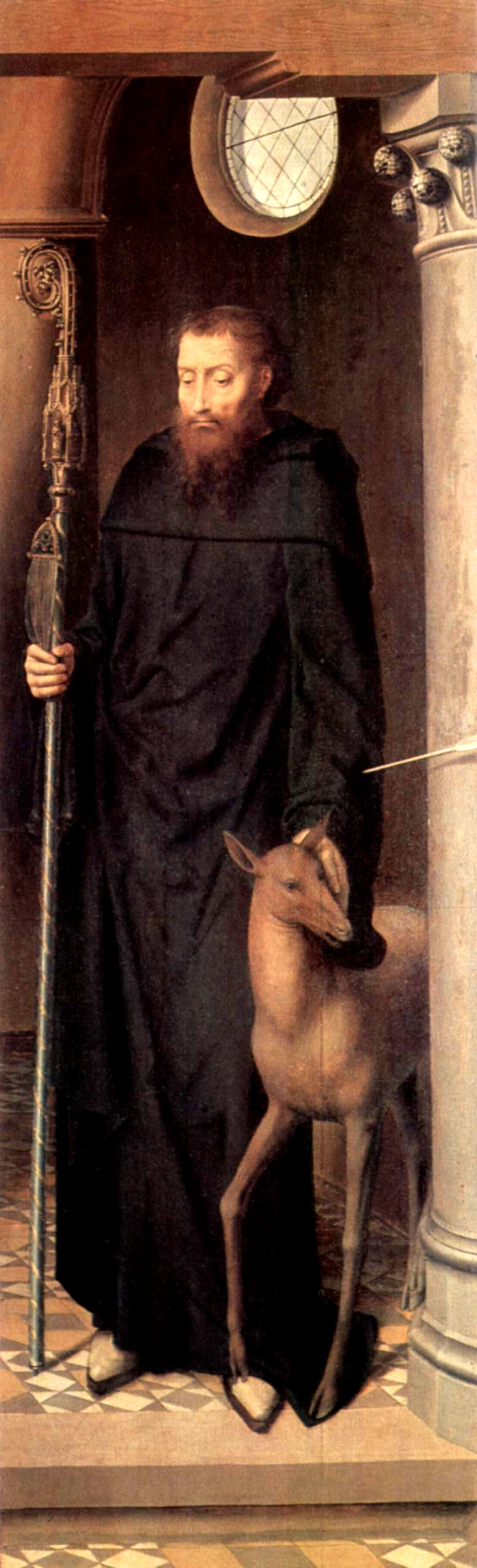
Сен-Жіль, картина Ганса Мемлінга

Жіль є святим (Сен-Жіль) для католиків і православних (до східної схизми). Його іменини святкують 1 вересня.
У пізньому Середньовіччі його культ досяг безпрецедентного розквіту, коли Сен-Жіль з його абатством і штаб-квартирою тамплієрів у Провансі став четвертим за значенням місцем християнського паломництва після Єрусалиму, Риму та Сантьяго-де-Компостела. Сен-Жіль був розташований уздовж одного з паломницьких шляхів до Сантьяго-де-Компостела, Віа Толосана, також званої Віа Егідія.

Герб міста Сен-Жіль у департаменті Гар у Франції

Кілька інших місць були названі на честь Жіля, і Жіль став популярним іменем. Тринадцяте століття породило ще двох святих Жилів: Егідія Ассізького († 1262) і португальського домініканца Жиля Сантаремського († 1265).